# Нескінченна історія 2: Нова глава
Нескінченна історія 2: Нова глава (англ. The Neverending Story II: The Next Chapter) — німецько-американська екранізація другої половини книги Міхаеля Енде «Нескінченна історія». Зйомки тривали з 19 червня по 27 жовтня 1989 року, в прокат фільм вийшов 25 жовтня 1990 року.

## Сюжет
Після подій першого фільму Бастіан так і залишився мрійником. Його не беруть до спортивної команди плавців через те, що Бастіан боїться стрибати з вишки. Хлопчик навідується до книгарні Кореандера, шукаючи книги, які навчать його бути сміливим. Там він знову бачить книгу «Нескінченна історія». Він чує як королева Фантазії просить його про допомогу. Бастіан, як і минулого разу, без дозволу бере книжку.
Він іде читати «Нескінченну історію» на горище та виявляє, що може зняти амулет Аурин з обкладинки, а слова на сторінках зникають. Почавши читати, хлопчик переноситься в Фантазію. Тим часом зла чаклунка Ксаїда, її прислужник птах Німблі та Триликий готують план аби Бастіан забув ціль свого приходу до Фантазії та не зміг зупинити Ніщо, втіленням якого є чаклунка. Аурин виконуватиме бажання, а взамін його спогоди укладатимуться в магічні сфери. Коли він забуде все, вже не зможе протистояти Нічому.
Німблі зустрічає Бастіана і показує йому Срібне місто, оточене морем кислоти. Він розповідає про властивість Аурина здійснювати бажання і пропонує обернути кислоту на воду. Проте Бастіан сумнівається чи не нашкодить цим Фантазії та відмовляється. Навіть коли чаклунка насилає чудовиськ-гігантів, Бастіан рятується самотужки, оскільки хоче стати сміливим. Він потрапляє на Корабель змов, де довідується, що до королеви ніхто не може дійти. Пасажири корабля магією зв'язуються із королевою, яка встигає сказати, що допоможе Аурин. В реальності ж батько Бастіана помічає зникнення сина і знаходить у «Безкінечній історії» адресу книгарні.
Бастіан зустрічає Атрейю, а Німблі розказує про замок, звідки приходять чудовиська. Однак дістатися туди можна тільки повітрям, тож Бастіан бажає появи літаючого дракона. Дракон починає руйнувати Срібне місто. На допомогу приходить Фалькор, верхи на якому Бастіан вирушає на пошуки замку. Дорогою їм зустрічається Каменеїд, котрий говорить, що все в Фантазії робиться порожнім. В реальності доти минуло два дні, батько хлопчика розшукує Кореандера, який підказує шукати в книзі.
Бастіан з Атрейю пробираються до замку, але їх переслідують чудовиська. Задля порятунку Бастіан користується Аурином. Його батько починає читати книгу і бачить там написане про сина, а коли повертається в книгарню, виявляє, що її давно немає. Бастіан в той час втрачає спогади і погоджується вирушити з Ксаїдою до королеви Фантазії. Чаклунка намовляє хлопчика виконувати безліч бажань, а Атрейю помічає, що вони ходять колами, а Бастіан забуває те, що було зовсім недавно. Сам Бастіан думає начебто Атрейю хоче заволодіти Аурином та в гніві вбиває друга, але пересвідчується в його словах. Бастіан тікає, а Ксаїда посилає за ним своїх слуг, щоб той загадав останні два бажання — про батьків.
Його наздоганяє Німблі, який усвідомив, що без Бастіана Фантазія перетвориться на ніщо. Птах радить повернутися в Срібне місто. Після подорожі Бастіан знаходить місто, яке лежить в руїнах. Зустрівши Фалькора, він бажає, щоб Атрейю ожив. Останнім бажанням він обирає, щоб Ксаїда мала серце, а Ніщо відповідно заповнилося любов'ю. Фантазія відновлюється, а все, що зникло, в тому числі спогади Бастіана, виникає знову. Королева відкриває, що Бастіан здобув сміливість, яку шукав. Він стрибає у водоспад, який повертає хлопчика додому.

## У ролях
- Джонатан Брендіс — Бастіан Бакс
- Кенні Моррісон — Атрейю
- Кларісса Берт — Ксаїда
- Джон Веслі Шипп — батько Бастіана
- Мартін Умбах — Німблі
- Александра Джонс — королева Фантазії
- Томас Хілл — Кореандер
- Хелена Мічелл — мати Бастіана
- Крістофер Бертон — Триликий
- Патрісія Фаггер — Прядильниця струн
- Бірге Шаде — Наречена вітру
- Клаудіо Маніскалко  — Гора
- Андреас Борхердінг — Бородавка
- Ральф Вейкінджер — Бородавка
- Колін Джилдер — син Каменеїда
- Роб Мортон — поліцейський
- Франк Ленарт — тренер
- Дональд Артур — голос Фалькора
- Андреас Бекетт — городянин
- Роберт Нагель — гігант 11

## Цікаві факти
- Кілька кадрів де Атрейю, верхи на коні, переслідує дракона Смурга, були взяті з першого фільму. При цьому Ноа Хетевей, який зіграв там цього персонажа, так і не був згаданий в титрах.
- Єдиним актором, який з'являється як в оригінальному фільмі, так і в сіквелі, став Томас Хілл (власник книгарні пан Кореандер).
- Сеанси фільму в американських кінотеатрах випереджала чотирихвилинний анімаційна короткометражка «Box Office Bunny». Це був перший мультфільм про пригоди знаменитого кролика Багса Банні, випущені з 1964 року. Короткометражка також була включена в оригінальне видання фільму на відеокасетах.
- В одній зі сцен фільму батько Бастіана кидає погляд на розкриту книгу «Безконечної історії», помічаючи ім'я Бастіана в книзі. У цей момент можна побачити фрагменти зі справжньої книги Міхаеля Енде. Одна зі сторінок взята з тринадцятої глави, а інша з п'ятої.
- Для фільму була написана нова титульна пісня «Dream We Dream», яку виконав Джон Міллнер. У його ж виконанні звучить знаменита композиція з першого фільму «Neverending Story», яку там заспівав Limahl.